# Fort de Sant Magí
El Fort de Sant Magí és una obra del municipi d'Igualada (Anoia) protegida com a bé cultural d'interès local.
És un fort o fortificació defensiva aixecada l'any 1837, durant la primera Guerra Carlina, al mateix punt del Pla de Sant Magí que anteriorment havia allotjat una capella dedicada a sant Magí. Estructuralment està compost de planta quadrangular amb dos pisos. Avui encara són visibles alguns elements propis de la seva funcionalitat, com les espitlleres fetes de totxo i de pedra. S'hi feren superposicions arquitectòniques com la teulada a dos vessants de fibrociment. Es troba en un terreny d'uns 1.400 m2, on també hi ha un antic dipòsit d'Aigua de Rigat i la torre d'aigües de Rigat, una singular torre octogonal visible des de bona part de la ciutat.

## Història
El fort de Sant Magí deu el seu nom a l'antiga denominació de l'actual "Poble Sec" : el "Pla de Sant Magí". El terreny s'anomenava així perquè hi havia una capella dedicada al sant. El fort es va construir l'any 1837 utilitzant les pedres de l'antiga capella i pràcticament al mateix temps que el fort o torre del Pi aixecat a la Muntanya del Pi, a Santa Margarida de Montbui. L'any 2018 el Fort de Sant Magí serà rehabilitat i s'arranjaran els terrenys que l'envolten, amb recuperació de la vegetació, una urbanització bàsica amb petits camins, l'establiment de mobiliari urbà i la il·luminació. L'espai serà accessible des del c/ Carme Verdaguer, mitjançant una escala que ara es restaurarà i s'adaptarà a la normativa de seguretat, i també a través d'un passatge des del c/ de la Salut, en aquest cas a peu de carrer.